# Letícia Novaes
Letícia Novaes, conosciuta anche con lo pseudonimo Letrux (Rio de Janeiro, 5 gennaio 1982), è una cantautrice e attrice brasiliana.

## Biografia
Nata a Rio de Janeiro, ha studiato recitazione alla Casa de Artes das Laranjeiras e lettere all'Università federale di Rio de Janeiro. Si è avvicinata alla musica già nell'adolescenza, imparando a suonare la chitarra da autodidatta e fondando il gruppo rock Leticias e successivamente il gruppo di musica elettronica Ménage à trois. Nel 2008 ha formato con l'allora compagno Lucas Vasconcellos il duo Letuce, con cui ha inciso 3 album.
Nel 2017 ha intrapreso la carriera solista adottando lo pseudonimo Letrux. Il suo album di debutto, Letrux em Noite de Climão, ha vinto il Premio Multishow nella categoria "miglior album". Il disco è stato inoltre incluso nella lista dei 10 migliori album brasiliani del 2017 pubblicata da Rolling Stone. Nel 2020 ha pubblicato il suo secondo album, Letrux aos Prantos.
Come attrice ha preso parte a 5 film tra il 2010 e il 2014. Nel 2015 ha pubblicato una raccolta di poesie dal titolo Zaralha: Abri a Minha Pasta .

## Discografia

### Con i Letuce
- Plano de Fuga pra Cima dos Outros e de Mim (2009)
- Manja Perene (2012)
- Estilhaça (2015)

### Da solista
Album in studio
- Letrux em Noite de Climão (2017)
- Letrux aos Prantos (2020)
- Letrux como Mulher Girafa (2023)

Album dal vivo
- Letrux em Noite de Climão - Ao Vivo (2019)

Raccolte
- Letrux em Noite de Pistinha (2019)